# Bagram (distrikt)
Bagram (persiska: بَگرام), eller Wuluswali-ye Bagram (ولسوالی بگرام), är ett distrikt (wuluswali) i östra Afghanistan, i provinsen Parwan. Administrativ huvudort är Bagram.
Distriktet beräknades år 2022 ha omkring 121 000 invånare.